# Paralelo 5 sur
El paralelo 5 Sur es un paralelo que está 5 grados al sur del plano ecuatorial de la Tierra.
Cruza el océano Atlántico, África, el Océano Índico, el Sudeste Asiático, Australasia, el océano Pacífico y América del Sur.

## Alrededor del Mundo
Comenzando en el meridiano de Greenwich en la dirección este, el paralelo 5 Sur pasa sucesivamente por:
| Coordenadas                      | País, territorio o mar          | Notas |
| -------------------------------- | ------------------------------- | --- |
| 5°0′S 0°0′E / -5.000, 0.000      | Océano Atlántico                | |
| 5°0′S 11°59′E / -5.000, 11.983   | República del Congo             | Durante 7 km |
| 5°0′S 12°2′E / -5.000, 12.033    | Angola                          | Cabinda (exclave) |
| 5°0′S 12°38′E / -5.000, 12.633   | República Democrática del Congo | |
| 5°0′S 29°7′E / -5.000, 29.117    | Lago Tanganica                  | |
| 5°0′S 29°46′E / -5.000, 29.767   | Tanzania                        | |
| 5°0′S 39°8′E / -5.000, 39.133    | Océano Índico                   | Canal de Pemba |
| 5°0′S 39°40′E / -5.000, 39.667   | Tanzania                        | Isla de Pemba |
| 5°0′S 39°52′E / -5.000, 39.867   | Océano Índico                   | Pasando a través de Islas Amirante, Seychelles Pasando al sur de Isla Mahé, Seychelles Pando al norte del atolón Peros Banhos, Territorio Británico del Océano Índico                                                                                          |
| 5°0′S 103°45′E / -5.000, 103.750 | Indonesia                       | Isla de Sumatra |
| 5°0′S 105°52′E / -5.000, 105.867 | Mar de Java                     | Pasando junto a pequeñas islas de Indonesia |
| 5°0′S 119°28′E / -5.000, 119.467 | Indonesia                       | Isla de Célebes |
| 5°0′S 120°18′E / -5.000, 120.300 | Mar de Banda                    | Golfo de Boni - pasando al norte de la isla de Kabaena, Indonesia |
| 5°0′S 122°23′E / -5.000, 122.383 | Indonesia                       | Islas de Muna y Buton |
| 5°0′S 122°57′E / -5.000, 122.950 | Mar de Banda                    | Pasando junto a pequeñas islas de Indonesia |
| 5°0′S 137°15′E / -5.000, 137.250 | Indonesia                       | Isla de Nueva Guinea |
| 5°0′S 141°0′E / -5.000, 141.000  | Papúa Nueva Guinea              | Isla de Nueva Guinea |
| 5°0′S 145°47′E / -5.000, 145.783 | Océano Pacífico                 | Mar de Bismarck, pasando junto a pequeñas islas de Papúa Nueva Guinea |
| 5°0′S 151°15′E / -5.000, 151.250 | Papúa Nueva Guinea              | Isla de Nueva Bretaña |
| 5°0′S 151°57′E / -5.000, 151.950 | Océano Pacífico                 | Mar de Salomón · - Pasando al sur de la isla de Nueva Irlanda, Papúa Nueva Guinea · - Pasando al norte de la isla de Buka, Papúa Nueva Guinea · - Pasando al norte del atolón Ontong Java, Islas Salomón · - Pasando al sur del atolón de Nikumaroro, Kiribati |
| 5°0′S 81°4′O / -5.000, -81.067   | Perú                            | Piura |
| 5°0′S 79°3′O / -5.000, -79.050   | Ecuador                         | Durante 4 km en el punto más al sur del país |
| 5°0′S 79°0′O / -5.000, -79.000   | Perú                            | Cajamarca Amazonas Loreto |
| 5°0′S 72°35′O / -5.000, -72.583  | Brasil                          | Amazonas Pará Maranhão Piauí Ceará Rio Grande do Norte |
| 5°0′S 36°50′O / -5.000, -36.833  | Océano Atlántico                | |